# Parker Vooris
Parker Baldwin Vooris, jr (27 aprile 1912 – 26 maggio 1991) è stato un bobbista statunitense.

## Biografia
Viene ricordato come vincitore di una medaglia di bronzo ai campionati mondiali, vittoria avvenuta nel 1957 (edizione tenutasi a St. Moritz, Svizzera) insieme ai connazionali Arthur Tyler, Gary Sheffield e Thomas Butler.
Nell'edizione l'argento andò alla nazionale italiana.